# Мясо
Мя́со — скелетная поперечно-полосатая мускулатура животного с прилегающими к ней жировой и соединительной тканями, а также прилегающей костной тканью (костное мясо или мясо на кости) или без неё (бескостное мясо).
Также мясом иногда называют некоторые мякотные субпродукты: язык, печень, почки, мозги, сердце, диафрагмы, мясо голов, пищевода и т. д. Мясо используется преимущественно как пищевой продукт.
Большая часть мяса, потребляемого людьми, производится посредством забоя сельскохозяйственных животных специальных мясных пород на скотобойнях. В пищу используется мясо и других животных (дикие крупные и мелкие млекопитающие, рептилии, амфибии и пр.). В различных кухнях мира используется мясо разных животных. В основном это зависит от доступности сортов и традиций кухни.
Рассматривается возможность выращивания мяса «в пробирке».
Слово «мясо» может употребляться и в переносном значении (например, «пушечное мясо»).

## Состав и свойства мяса
Преобладающая составная часть мяса — мышечная ткань, в состав которой входят: влага (73—77 %), белки (18—21 %), липиды (1—3 %), экстрактивные вещества (1,7—2 % азотистых, 0,9—1,2 % безазотистых), минеральные вещества (0,8—1,0 %).
Кроме мышечной ткани в состав мяса входят соединительная, жировая и небольшое количество нервной ткани.
Питательная ценность мяса обусловлена входящими в его состав полноценными белками, содержащими незаменимые аминокислоты (валин, лейцин, изолейцин, лизин, метионин, треонин, триптофан, фенилаланин), и липидами, в состав которых входят незаменимые полиненасыщенные жирные кислоты. С мясом поступают в организм человека микроэлементы и витамины. Экстрактивные вещества мяса улучшают вкус пищи, возбуждают аппетит, усиливают секрецию пищеварительных желёз:43.
| Продукт                          | Вода, % | Белки, % | Жиры, % | Минеральные вещества, % |
| -------------------------------- | ------- | -------- | ------- | ----------------------- |
| Баранина 1-й категории           | 67,6    | 16,3     | 15,3    | 0,8                     |
| Крольчатина                      | 67      | 20,5     | 4       | 0,9                     |
| Буйволятина --//--               | 66,8    | 19,0     | 13,2    | 1,0                     |
| Говядина --//--                  | 67,7    | 18,9     | 12,4    | 1,0                     |
| Конина --//--                    | 69,6    | 19,5     | 9,9     | 1,0                     |
| Оленина --//--                   | 71,0    | 19,5     | 8,5     | 1,0                     |
| Свинина (беконная) 1-й категории | 54,8    | 16,4     | 27,8    | 1,0                     |
| Свинина (мясная) 2-й категории   | 51,6    | 14,6     | 33,0    | 0,8                     |
| Телятина 1-й категории           | 78,0    | 19,7     | 1,2     | 1,1                     |
| Верблюжатина                     | 70,7    | 18,9     | 9,4     | 1,0                     |

В зависимости от видовых особенностей, химический состав и свойства мяса продуктивных животных различаются. Свинина имеет более нежную консистенцию, повышенное содержание жировой ткани, специфический приятный аромат и вкус. Благодаря этому промышленное значение свинины определяется содержанием как мышечной, так и жировой ткани. Говядина представлена более грубыми мышечными волокнами, имеет яркий цвет, содержит меньше экстрактивных веществ, тугоплавкий жир; технологическое значение говядины заключается в наличии водо- и солерастворимых белков.
Животные различных пород имеют значительные отличия как по живой массе, так и по качеству мяса. Мясные породы крупного рогатого скота имеют хорошо развитые мускульную и жировую ткани; такое мясо более сочное, нежное и вкусное. Для мяса, полученного от молочных и мясо-молочных пород, характерно повышенное содержание костной и соединительной ткани, меньшее количество внутримышечного жира, худшие органолептические показатели.
Основные показатели качества (уровень pH мяса, нежность, степень развития морфологических элементов мышечной ткани, характер автолиза) передаются у животных по наследству.
Пол животных, проведение кастрации оказывает влияние как на скорость роста и эффективность усвоения корма животными, так и на выход и качество мяса. Половые различия в мясе молодых животных менее выражены; с возрастом в мясе самцов по сравнению с мясом самок увеличивается содержание влаги при одновременном снижении содержания белка и жира. Одновременно в мясе бычков возрастает доля соединительной ткани, появляется тёмный цвет. Кастрированные животные развиваются медленнее, но мясо, получаемое от них, имеет характерный рисунок «мраморности». Для мяса хряков, боровов и супоросных маток присущ специфический нежелательный запах. Мясо самок имеет тонковолокнистое строение мышечных волокон и более светлую окраску.
С возрастом животного мясо становится грубее за счёт утолщения мышечных волокон, увеличения доли эластиновых волокон в соединительной ткани и упрочнения коллагеновых волокон. Изменяется химический состав мяса: повышается содержание жира, уменьшается количество воды. В возрасте от 12 до 18 месяцев соотношение основных компонентов мяса КРС наиболее благоприятно для его качества. У свиней оптимальные качественные характеристики формируются в основном к 8 месяцам. Влияние пола животного и наличие кастрации на качество мяса с возрастом увеличивается.
С целью обеспечения относительной идентичности в качественных показателях используемого в колбасном производстве сырья крупный рогатый скот при убое подразделяют в зависимости от возраста животных на две группы: животные старше 3 лет (мясо взрослого скота) и с возрастом от З месяцев до 3 лет (мясо молодых животных).

### Автолиз мяса
После прекращения жизни животного, в связи с прекращением поступления кислорода, отсутствием окислительных превращений и кровообращения, торможением синтеза и выработки энергии, накопления в тканях конечных продуктов обмена и нарушения осмотического давления клеток, в мясе имеет место самораспад прижизненных систем и самопроизвольное развитие ферментативных процессов, которые сохраняют свою каталитическую активность долгое время. В результате их развития происходит распад тканевых компонентов, изменяются качественные характеристики мяса (механическая прочность, уровень водосвязывающей способности, вкус, цвет, аромат) и его устойчивость к микробиологическим процессам.

## Разновидности мяса
Следующий список включает в себя разновидности мяса животных, употребляемое в различных культурах:
Млекопитающие:
- Мясо домашних млекопитающих:
  - Говядина (корова, як)
  - Баранина
  - Свинина
  - Конина (лошадь)
  - Крольчатина
  - Козлятина
  - Верблюжатина
  - Собачатина
  - Кошатина

- Мясо диких животных:
  - Говядина (бизон, овцебык)
  - Собачатина (лиса, волк)
  - Кошатина (лев, тигр)
  - Конина (зебра)
  - Крольчатина (заяц, пищуха)
  - Мясо грызунов (крыса, белка, сурок, дикобраз, морская свинка, капибара)
  - Мясо рукокрылых (крылан)
  - Мясо сумчатых (кенгуру, опоссум)
  - Мясо приматов (горилла, орангутан, шимпанзе, мартышка, человек (каннибализм))
  - Мясо морских млекопитающих (морж, нерпа, белуха)
  - Мясо копытных (олень, лось, антилопа, жираф, носорог, слон)
  - Медвежатина

Птицы:
- курятина
- утятина
- гусятина
- индюшатина
- дичь (голубь, перепел, фазан, куропатка, вальдшнеп)

Мясо пресмыкающихся (черепаха, ящерица, змея, игуана, крокодил, аллигатор)
Мясо земноводных (лягушка, саламандра, жаба)

## История употребления мяса
Проблема мясоедения у предков человека и древних людей исследуется в палеоантропологии.
Высшие приматы питаются в основном растительной едой, но частично употребляют и животную пищу для получения необходимых белков. Источником этих белков, как правило, служат насекомые (например, муравьи, которых обезьяны выуживают из муравейников длинными прутьями) и птичьи яйца. Среди обезьян отмечаются и эпизоды каннибализма.
Для добычи мяса как такового уже высшие приматы используют охоту. Не установлено окончательно, что доминировало у древних людей на пути получения мяса: охота или некрофагия, но первое более предположительно.

### В античности
В античной литературе описания пиров сохранились у Гомера, Платона (IV в. до н. э.), Ксенофонта (IV в. до н. э.), Плутарха (I в. н. э.), Лукиана (II в. н. э.), Афинея (III в. н. э.), Апиция (III в. н. э.). Древние авторы упоминают о различных видах мясных продуктов. Так, на афинских пирах подавали мясо домашних и диких животных, в качестве деликатеса — зайца, дроздов; из мяса, крупы и специй делали колбасы; солёное и копчёное мясо напоминало ветчину. У римлян любимыми мясными блюдами были свинина, баранина, говядина, ослятина; мясо диких животных, особенно кабана; сосиски из потрохов с пряностями и колбасы; домашняя птица и дичь. Экзотической разновидностью последней являлись лесные сони, зачастую специально откормленные. Согласно Геродоту, у скифов было распространено «нагревание камнями». Оно состояло в том, что в яму, наполненную водой, бросали раскалённые камни до тех пор, пока вода не закипала. После этого в ней варили мясо. Нередко скифы пекли мясо в золе.

### В России
До принятия христианства на Руси убой скота носил характер жертвований, но с принятием христианства население стало соблюдать христианские посты и мясоеды.
До эпохи Петра I скот убивали на рынках, в сенях домов, в специальных «мясных шалашах», на пустырях, на берегах рек или на открытом месте у оврагов. Пётр I повелел строить бойни и издал указы, регламентирующие торговлю мясом.

В рядах и местах, где столовые харчи продаются, всё держать здоровое… Ежели кто будет чинить не по сему, и в том будет пойман, за первую вину будет бит кнутом, за вторую будет сослан на каторгу, за третью будет смертная казнь учинена.

В это время было организовано производство солёного и копчёного мяса для армии в невиданных до того размерах, что способствовало развитию колбасного производства.
В первой половине XIX столетия увеличился спрос на мясопродукты, в связи с чем было создано много частных боен, а в 1825 г. в Петербурге начала работать первая в России городская бойня. Однако в техническом и ветеринарно-санитарном отношениях бойни оставались примитивными и грязными. Городская управа, призывая следить за качеством мяса, в то же время писала: «…но с возможно наименьшими нарушениями экономических интересов скотопромышленников и скототорговли».
В 1857 г. в России вышел «Врачебный устав», в котором впервые в законодательном порядке были сформулированы правила, регламентирующие убой скота. В них указывалось, что «мясниками могут быть люди только искусные, дабы не портили доброго скота, бить скот только на скотобойнях, не продавать палый и убитый в больном состоянии скот, не надувать мясо с целью придания ему лучшего вида».
Простейшие способы консервирования мяса были известны ещё с древности. В частности, копчением в дыму заготавливали впрок мясо животных. В середине XIX в. в России увеличивается производство свинины для изготовления копчёностей. Из-за границы стали поступать аппараты и приборы, специи и пряности для выработки мясных копчёностей и колбасных изделий.
В начале XX века в Москве открылись заводы, выпускающие оборудование для приготовления колбасных изделий и копчёностей («Торговый дом Фриц Фюрле» и «Вернер и Пфлейдерер»).
СССР
Бунт советских рабочих в Новочеркасске (1962) начался после фразы, брошенной директором НЭВЗ:

«Не хватает денег на мясо — ешьте пирожки с ливером».

## Производство мяса
- вырезка, карбонад, колбаса, фарш

см. Категория:Мясные продукты
По оценке USDA, в 2022 году мировое производство основных видов мяса составило около 274 млн тонн, в том числе 114 млн тонн — свинина, 101 млн тонн — мясо птицы и 59 млн тонн — мясо КРС. Страны Запада будут вынуждены снизить производство мяса из-за широкого распространения там птичьего гриппа, а также АЧС в странах ЕС.
По оценкам организации экономического сотрудничества и развития (ОЭСР), в 2021 году производство мяса (говядина, свинина и тд.) составляло 335 млн тонн. Это на 5 % больше, чем в 2020-м, а к 2030 году вырастет до 373,8 млн тонн. Международная торговля мясом будет расширяться в ответ на растущий спрос со стороны стран Азии и Ближнего Востока. Ожидается, что рынок мяса будет расти со среднегодовым темпом 5,7 % в период 2022—2029 гг. и достигнет $1,345 трлн к 2029 г. Дополнительно ожидается, что к 2027 г. глобальное потребление мяса на душу населения увеличится до 35,4 кг (на 0,3 % каждый год), что на 1,1 кг больше, чем в период 2018—2020 гг. Более половины этого роста произойдет за счет увеличения потребления мяса птицы на душу населения.
При среднем мировом производстве мяса на душу населения 33,2 кг, на страны Европы приходится 83,5 кг, на Китай — 29,4 кг, на Данию — 326,9 кг, Бельгию — 144,2 кг.
В структуре мирового производства мяса всех видов свинина занимает первое место — 39,1 %, на втором месте мясо птицы — 29,3 %, далее идут говядина — 25,0 %, баранина — 4,8 %, другие виды мяса — 1,8 %. 

Цены на рынке мяса подвержены значительным колебаниям и зависят от качества, условий поставки и других факторов.
- В мировой торговле говядиной и телятиной уже несколько лет неизменен список экспортеров: Бразилия 2,2 миллиона тонн, Индия 1,8 млн, США 1,5 млн, Австралия 1,5 млн, далее Новая Зеландия, Аргентина, Канада, Уругвай, Парагвай, Мексика, Европейский Союз[источник не указан 945 дней].
- Основные экспортёры баранины и ягнятины — Новая Зеландия и Австралия[источник не указан 945 дней].
- На 2020 год Бразилия (3,9 млн тонн) и США (3,5 млн тонн) являются ведущими поставщиками на мировом рынке курятины. Нидерланды (1,4 млн тонн) занимают 9,2 % (в пересчете на тонны), за ними следует Польша (8 %). Следующие экспортеры — Турция (517 тыс. тонн), Бельгия (503 тыс. тонн), Украина (429 тыс. тонн), Великобритания (411 тыс. тонн), Таиланд (344 тыс. тонн), Германия (301 тыс. тонн), Россия (280 тыс. тонн) и Франция (227 тыс. тонн). тонн) — вместе составляют 20 % от общего объёма. В стоимостном выражении Бразилия (5,5 млрд долларов), США (3,4 млрд долларов) и Нидерланды (2,5 млрд долларов) оказались странами с самым высоким уровнем экспорта в 2020 году, на которые вместе приходилось 52 % мирового экспорта. Польша, Таиланд, Бельгия, Украина, Германия, Турция, Франция, Россия и Великобритания немного отстали, составляя ещё 30 %[12].
- В 2022 году мировой экспорт свинины 11,7 млн тонн. Крупнейшие страны-экспортеры свинины: Европейский Союз с объёмом 4,8 млн тонн (40,7 % от общего объёма), Соединённые Штаты второе место с 25,6 % экспорта, хотя ожидается снижение на 6,2 % по сравнению с 2021 годом. Канада третье место с долей 12,5 % и объёмом экспорта 1,5 млн тонн. Бразилия (1,3 млн т) и Мексика (0,3 млн т) 4-е и 5-е места с долями 11,4 % и 2,7 % соответственно, а Чили 7-е место с 0,3 млн т[13].

### в России
В 2023 году Россия вышла на 4-е место в мире по производству мяса.
В 2022 году хозяйства всех категорий произвели 16 млн тонн скота и птицы (в живом весе) (производство мяса увеличилось до 11,7 млн тонн в убойном весе, в том числе производство свинины 4,5 млн тонн, мяса птицы 5,3 млн тонн).
В 2021 году хозяйства всех категорий произвели 15,7 млн тонн скота и птицы (в живом весе), что на 0,3 % больше, чем в 2021 году (15,6 млн тонн). В сельхозорганизациях было произведено 12,2 млн тонн скота и птицы (в живом весе), что на 1 % больше, чем годом ранее (12,1 млн тонн). Фермерские хозяйства и индивидуальные предприниматели произвели 0,6 млн тонн скота и птицы (в живом весе), что соответствует показателю 2020 года. Хозяйства населения в 2020 году произвели 2,8 млн тонн скота и птицы (в живом весе), что на 3 % меньше, чем годом ранее (2,9 млн тонн).
В этом году производство мяса всех видов составило 11346,1 тыс. тонн в убойном весе, что всего на 1,1 % (на 124,1 тыс. тонн) больше, чем в 2020 году. За 5 лет (к 2016 году) производство мяса всех видов в России в убойном весе выросло на 15,1 % (на 1 492,8 тыс. тонн), за 10 лет — на 51,0 % (на 3 830,5 тыс. тонн).
В 2021 году экспорт мясной продукции вырос до 585 тыс. тонн с 579 тыс. тонн в 2020 году. В 2021 в 37 государств отправлено 287,5 тыс. тонн мяса птицы. Экспорт свинины увеличился на 7 %, поставки в 15 стран мира составили 124 тыс. тонн (115,4 тыс. тонн в 2020). За 2021 год из России в 23 страны отправлена 31 тыс. тонн говядины (15,9 тыс. тонн в 2020). Экспорт конины вырос в 6 раз с 224 тонн в 2020 году до 1,4 тыс. тонн в 2021 году. За 2021 год на экспорт в 23 государства поставлено 73,8 тыс. тонн готовых мясных продуктов (55,2 тыс. тонн в 2020).
Россия в 2022 году вышла на 2-е место в мире по производству индейки. Все индейководческие хозяйства России в 2022 году произвели 415 тыс. т мяса индейки (400 тыс. т в 2021 году), впервые обогнав традиционных лидеров отрасли в Европе — Германию (406 тыс. т), Польшу (409,2 тыс. т), Францию (244,9 тыс. т) и Испанию (231,9 тыс. т). На мировом уровне лидируют США (2,4 млн т), где производят почти половину всего мирового объёма индюшатины. За последнее десятилетие производство мяса индейки в России выросло более чем в четыре раза.
В 2022 году страна вышла на 4-е место в мире по производству мяса птицы — объём производства достиг 5,3 млн тонн (рост на 222,6 тысячи тонн). Ещё в 2000-м страна занимала в рейтинге лишь 20-ю позицию. Экспорт мяса птицы составил 357 тысячи тонн.
В 2022 году в России произвели и реализовали порядка 10 тыс. тонн мяса кроликов (на 4 % больше 2021 года). Регионами — лидерами являются Московская, Смоленская, Оренбургская, Брянская, Липецкая, Костромская, Волгоградская и Ленинградская области, а также Краснодарский край.
В России более 43 % (на 2007 г.; в 2008 г. эта доля составила около 46 %) во всей потребляемой говядины приходилось на импорт. Специалисты объясняют это сокращением внутреннего производства говядины и ростом импорта на фоне повышающегося спроса на этот продукт, особенно со стороны ресторанов и сетей общественного питания.
По итогам 2012 года суммарный объём производства скота и птицы на убой (в живом весе) в России в хозяйствах всех категорий составил 11 млн 630 тыс. тонн; импорт мяса составил 2,5 млн тонн, таким образом, импорт мяса в России составляет 17 % от потребления. 

см. также: Импортозамещение в России#Агропромышленный комплекс
Потребление мяса в России
Рекомендуемая Минздравом норма потребления составляет 73 кг мяса на душу населения. Наряду с ростом производства мяса, в России ежегодно увеличивается потребление, которое в 2023 г. составило 80,8 кг на душу населения.
Наибольшую долю в потреблении занимает мясо птицы — 34,1 кг, свинина — 28,2 кг, говядина — 13,5 кг. С 2015 г. потребление свинины выросло на 4,3 кг, мяса птицы на 2 кг.
По мере роста внутреннего производства мяса птицы и свинины (основное сырье для колбасных изделий) цены на них снижаются. Так в течение 2022 года цена на мясо кур снизилась со 133 руб./кг до 128 руб./кг, свинину парную или охлажденную со 168 руб./кг до 157 руб./кг.
Кроме этого, в России ежегодно растет производство копченых и вареных колбасных изделий, замороженных мясосодержащих кулинарных изделий и полуфабрикатов.

## Виды кулинарной обработки мяса в домашних условиях и на предприятиях общественного питания
Мясо хорошо сочетается с различными пищевыми продуктами, поэтому из него можно приготовить большое количество разнообразных блюд.
При изготовлении блюд из мяса применяют все виды тепловой обработки: варку, припускание, жарку, тушение и запекание.
Температурная обработка разрушает часть витаминов; так, при варке их содержание уменьшается на 45 — 60 %, при жаренье — на 10 — 15, а при стерилизации (изготовление консервов) — на 10 — 55 %.

### Варка и припускание
Говядину, телятину, баранину, крольчатину и свинину для вторых блюд варят в небольшом количестве воды (1—1,5 л на 1 кг мяса).
Подготовленные для варки мясо, репчатый лук, петрушку, морковь и сельдерей (15 г овощей на 1 кг мяса) закладывают в горячую воду и нагревают до кипения, после чего продолжают варку при температуре 90—95° до готовности мяса. В результате такого способа варки уменьшается извлечение из него растворимых веществ. К концу варки кладут соль. Бульон после варки мясных продуктов используют для приготовления соусов или супов.
Продолжительность варки мяса различна и зависит главным образом от вида животных, их возраста и упитанности. Время варки мяса различных видов также меняется (от 40 минут до 3 часов) в зависимости от части туши и величины кусков, взятых для варки.
Для определения готовности учитывают время варки мяса, а также прокалывают поварской иглой наиболее толстую часть куска. Если игла входит с некоторым усилием и на месте прокола появляется сок красноватого цвета, свёртывающийся в кипящей воде, значит, мясо ещё не сварилось.
Куски сваренного мяса укладывают в посуду в один ряд, подливают немного бульона, накрывают крышкой и хранят до подачи при температуре 60—65°. У телячьих и бараньих грудинок сразу же после варки вынимают рёбрышки.

### Жарка крупных кусков
При жарке говядину (вырезка, спинная и поясничная части) посыпают солью, перцем, кладут на противни с горячим жиром (слой жира 1—1,5 см) и обжаривают на сильном огне до образования корочки. Мясо укладывают с интервалами между кусками не менее 0,5 см, чтобы не охлаждать сильно жир. При тесной укладке кусков мяса значительно понижается температура жира, долго не образуется корочка, обильно выделяется сок и мясо получается не сочным и жёстким.
После обжарки на плите мясо дожаривают в жарочном шкафу. Во время жарки мясо через каждые 10—15 минут поливают соком и жиром.
Если имеется возможность в начале жарки нагреть шкаф до 300—350°, то противень с мясом можно поместить в него сразу, без предварительного обжаривания кусков мяса на плите. При этом корочка на мясе образуется значительно быстрее и более равномерно, чем при обжаривании на плите.
Продолжительность жарки зависит от величины кусков.
Для жарки крупными кусками телятины, баранины, свинины используют окорока, лопатки, корейки, грудинки. Кроме того, крупным куском жарят почечную часть телятины, а также баранины.
Куски баранины перед жаркой можно нашпиговать чесноком; чеснок можно истолочь с солью и перцем и натереть им куски баранины за 2—3 часа до жарки мяса.
Подготовленные для жарки куски посыпают солью и перцем, укладывают с промежутками на противни наружной стороной вверх. На каждый противень кладут однородные по весу и форме куски. Поверхность кусков поливают жиром (жирную свинину поливают водой). Куски мяса обжаривают в жарочном шкафу до полного прожаривания. Во время жарки мяса жидкости на противне должно быть немного, так как излишек её мешает образованию корочки на обжариваемых кусках мяса. Поэтому подливать воду или бульон к мясу во время жарки следует небольшими порциями. Во время жарки куски мяса поливают через каждые 10—15 минут жиром, в котором они и жарятся.
При жарке свинины с кожей окорок предварительно ошпаривают, а кожу надрезают так, чтобы получились квадратики или ромбики.
Для определения готовности куски прокалывают поварской иглой. Если мясо готово, игла входит легко и ровно, а вытекающий сок прозрачный.
В результате регулирования температуры при обжарке на кусках образуется ровная поджаристая корочка. Если у жарочных шкафов нет специального регулятора температуры, то при чрезмерном её повышении следует приоткрывать дверцы шкафа, а обжариваемый продукт покрывать влажной бумагой.

### Жарка порционных и более мелких кусков
Порционные и более мелкие куски чаще всего жарят с небольшим количеством жира и реже — в большом количестве жира (фритюре). Первым способом жарят натуральные и панированные куски сырого мяса, а вторым — только панированные. Значительно реже применяют обжарку на вертеле или решётке.
Для жарки тонких порционных кусков мяса — лангета, антрекота — употребляют железные или чугунные сковороды. Натуральные свиные и телячьи котлеты, филе, бифштексы рекомендуется жарить в мелких сотейниках, на толстодонных лужёных противнях или на чугунной сковороде. Порционные панированные куски жарят на железных сковородах или противнях. Непосредственно перед жаркой мясо посыпают солью и перцем.
Для жарки куски укладывают в посуду с жиром, предварительно разогретым до температуры 130—140°.
После образования корочки с одной стороны мясо переворачивают. В процессе жарки температура не должна снижаться; только толстые куски мяса (филе и бифштексы) дожаривают при более низкой температуре.
Порционные натуральные куски жарят до полной готовности. Панированные куски, если они за время образования корочки не прожарились, доводят до готовности в жарочном шкафу.
Готовность мяса определяют по отсутствию кровянистого сока при проколе иглой или по степени упругости кусков при нажиме. Умение определять готовность мяса по упругости приобретается путём практического навыка.
Для жарки во фритюре сваренные или жареные продукты панируют в муке, яйце и сухарях. Панированные куски закладывают в жир, разогретый до 160—170°. Количество жира для жарки фри должно быть в соотношении к продукту 4:1. После образования корочки изделия вынимают и, если требуется, дожаривают в жарочном шкафу в течение 3—10 минут, в зависимости от толщины кусков.
Над углями на решётке или без неё в шашлычной печи обжаривают мясо в натуральном виде; продолжительность жарки колеблется от 8 до 20 минут.

### Тушение крупных кусков
Мясо тушат кусками весом не более 1,5 кг.
Перед тушением мясо обжаривают до образования корочки и после этого припускают (тушат) с небольшим количеством жидкости в закрытой посуде, добавляют пряности и приправы, а иногда готовый соус. Для тушения используют главным образом боковую и наружную части задней ноги и части лопатки.
Вкус и аромат мяса и соуса дополняют приправы, ароматические овощи и пряности. Ароматические овощи (лук, морковь, сельдерей и петрушку) кладут из расчёта 100 г овощей на 1 кг мяса.
Приправы и пряности к мясу при тушении добавляют в следующих количествах: чёрный перец, лавровый лист — по 0,5 г, зелень петрушки — 5 г, укроп — 3 г. Этот набор может быть дополнен корицей, гвоздикой, мускатным орехом, которые кладут по 0,5 г на 1 кг мяса.
Чтобы придать мясу остроту, можно добавить виноградное белое или красное вино, квас, уксус, а также маринованные ягоды и плоды вместе с соком (100—150 г на 1 кг мяса). При введении этих продуктов уменьшают количество томатного пюре.
Готовое мясо хранят в закрытой посуде при температуре 50—60° и по мере надобности нарезают по 2—3 куска на порцию. Если мясо предполагается подавать не ранее чем через 3 часа после изготовления, его охлаждают и при отпуске нарезанные куски разогревают в соусе.

### Тушение порционных и более мелких кусков
Для тушения мяса порционными и мелкими кусками используют мякоть задней и передней ног и покромки говяжьих туш, грудинку и лопатку баранины, телятины.
Порционные куски слегка отбивают и затем надрезают у них сухожилия. На мелкие куски мясо нарезают кубиками весом по 25—40 г. При тушении в посуду с мясом кладут приправы, а также пряности.
Посыпанные солью и перцем куски мяса обжаривают на противне или сковороде до образования корочки, а затем тушат в течение 40—50 минут так же, как и крупные куски (см. выше).

### Запекание
При запекании мясные продукты перед запеканием припускают или жарят до полной готовности. Запекают мясо в жарочном шкафу при высокой температуре (300—350°). Продукты считаются готовыми, когда они прогреваются до 80—85°, а на их поверхности образуется корочка. Готовые блюда не следует хранить, так как их внешний вид и вкусовые качества быстро ухудшаются.

## Виды кулинарной обработки мяса в промышленных условиях
Основные цели термообработки:
- зафиксировать структуру мясопродукта;
- довести продукт до состояния кулинарной готовности;
- уничтожить вегетативные формы микроорганизмов и повысить стойкость продукции к хранению;
- сформировать требуемые органолептические характеристики готового изделия (внешний вид, цвет, вкус, запах, консистенцию), — достигается путём использования различных технологических приёмов с определённым целевым назначением.

В некоторых традиционных европейских и, особенно, отечественных технологиях эмульгированных колбасных изделий в качестве операции, предшествующей термообработке, фигурирует осадка.

### Осадка
Сущность кратковременной осадки — выдержка нашприцованной в оболочку мясной эмульсии в подвешенном состоянии при температуре 2-8 °C и относительной влажности воздуха 80-85 % с целью:
- восстановления связей между составными частями эмульсий, нарушенных в момент шприцевания и завершения процесса вторичного структурообразования;
- развития реакций, связанных со стабилизацией окраски, которые продолжаются при последующих обжарке и варке;
- подсушивания оболочки, что благоприятно сказывается на качестве обжарки колбас.

Рекомендуемая продолжительность процесса осадки для варёных колбас — 2-3 часа, для полукопчённых — 2-6 часов.
Вторым вариантом осадки, практикуемым в отечественной промышленности, является кратковременная (20-60 мин.) выдержка отформованных батонов в неохлаждаемых помещениях (при температуре +15 — +25 °C) перед проведением обжарки.
Воздействие нерегулируемых температурно-влажностных условий может вызвать закисание фарша и восстановление нитрита натрия до молекулярного азота. В результате имеется опасность микробиологической порчи колбас, появления местного обесцвечивания (серые пятна на разрезе), пористости структуры (за счёт выделения газообразного азота).
Западные специалисты считают проведение кратковременной осадки для эмульгированных колбас анахронизмом, так как современные технико-технологические принципы и приёмы обработки сырья:
- использование мяса с высокими функционально-технологическими свойствами;
- высокая степень гомогенизации сырья при приготовлении эмульсий;
- применение соевых белковых изолятов, обеспечивающих интенсивное гелеобразование;
- использование вибросмесителей и систем вакуумирования мясных эмульсий;
- введение в рецептуры аскорбинатов и эриторбатов натрия;
- подсушивание колбасной оболочки до или на первой фазе обжарки;
- оптимизированные режимы последующей термообработки позволяют гарантированно обеспечить как тиксотропное восстановление деформированной при шприцевании структурной матрицы мясной эмульсии, так и необходимый уровень развития реакций цветообразования.

### Обжарка
Обжарка (горячее копчение) — обработка поверхности сосисок, сарделек, варёных и полукопчённых колбас горячими дымовыми газами с температурой 50-120 °C, в течение от 30 минут до 3 часов в зависимости от диаметра батонов и вида мясопродуктов. Также обжарка может производиться при изготовлении реструктурированных изделий в оболочке ветчинного типа в аналогичных режимах.
При этом, как правило, процесс проводят в две фазы:
- I фаза — подсушка оболочки при 50-60 °C;
- II фаза — собственно обжарка при максимальных температурах.

В конце обжарки температура в центре колбасного батона должна достигать 40-45 °C для изделий малого диаметра и 30-35 °C для мясопродуктов в широкой оболочке.
В большинстве современных технологий предусмотрена выработка ветчинных изделий в оболочках с ограниченной паро-, газо-, водопроницаемостью (типа полиамид), в связи с чем применение обжарки потеряло актуальность. Имитация эффекта копчения производится за счёт введения в сырьё при посоле коптильных ароматизаторов.

### Варка
Варка — процесс нагрева мясопродуктов в среде насыщенного пара, горячим воздухом или в воде с целью доведения их до состояния кулинарной готовности, завершения формирования органолептических характеристик, повышения стабильности при хранении.
В связи с тем, что количественно вода преобладает в составе эмульгированных мясопродуктов, варка классифицируется как влажный нагрев и сопровождается рядом наиболее характерных физико-химических изменений, главными из которых являются:
- тепловая денатурация растворимых белковых веществ;
- сваривание и дезагрегация коллагена;
- изменение состояния и свойств жиров;
- изменение структурно-механических свойств;
- изменение органолептических показателей;
- гибель вегетативных форм микроорганизмов.

Совокупность вышеуказанных процессов предопределяет качество готовой продукции.
Денатурационно-коагуляционные изменения мышечных белков начинают проявляться при повышении температуры от уровня 45 °C и в основном завершаются в диапазоне 66-80 °C. В результате термоденатурации изменяется степень растворимости и гидратации белков, происходит термотропное гелеобразование; необратимое сокращение мышечных волокон приводит к снижению водосвязывающей способности мяса, отделению слабосвязанной влаги, упрочнению структуры. При этом степень выраженности этих изменений зависит от уровня применяемых при варке температур греющей среды и темпа нагрева.

### Запекание
Запекание применяют при производстве штучных изделий и эмульгированных мясопродуктов формованного типа, то есть нашприцованных (или заложенных) в металлические ёмкости (с крышкой или без неё).
В некоторых случаях предусмотрено шприцевание мясных эмульсий в искусственную оболочку, после чего её укладывают в специальную ёмкость и, осуществляя нагрев, придают готовому продукту оригинальную форму и неординарный внешний вид.
Запекание отличается от варки тем, что процесс нагрева ведут горячим воздухом, либо воздушно-дымовой смесью в несколько стадий (3 или 4) постепенно повышая температуру греющей среды от 70 °C до 150—180 °C.
Несмотря на принципиальное сходство физико-химических процессов, происходящих в мясных системах при варке и запекании, в последнем случае имеются некоторые специфические особенности. В результате прямого контакта поверхности мясной эмульсии (при отсутствии дополнительной упаковки, покрытия, либо крышки) с греющей средой происходит интенсивное кратковременное испарение влаги и образование поверхностного уплотнённого слоя, который препятствует дальнейшей эвакуации воды (как в виде пара, так и бульона) из продукта.

### Копчение
При копчении с технологической точки зрения влияние коптильных веществ и самого процесса на качество изготовляемых мясных изделий проявляется в нескольких аспектах:
- продукты приобретают острый, приятный, своеобразный вкус и запах, тёмно-красный цвет и блеск на поверхности;
- проникновение в продукт некоторых фракций дыма и, особенно, фенольной и органической кислот, обладающих высоким бактерицидным и бактериостатическим действием, подавляет развитие гнилостной микрофлоры, повышает устойчивость изделий при хранении, то есть копчение является одним из способов консервирования, особенно в сочетании с посолом и сушкой. Бактерицидное действие дыма проявляется прежде всего на поверхности продукта;
- одна из фракций дыма — фенолы — хорошо поглощается жировой тканью и, имея высокие антиокислительные свойства, препятствует порче жира и шпика. Кроме того, фенолы обладают дубящим действием на коллаген, в результате чего белковая оболочка и поверхностные слои колбас подвергаются усадке и упрочняются, а также усиливаются их защитные свойства к действию микроорганизмов;
- процесс копчения сопровождается тепло-, массопереносом и влагообменом, в результате чего из продукта испаряется часть влаги, изделие обезвоживается и это в свою очередь задерживает развитие микрофлоры и придаёт изделию характерные органолептические характеристики. В процессе копчения полу- и варёно-копчёные колбасы теряют до 10 % влаги к начальной массе.

Лучший по составу и свойствам дым получается при медленном без пламени горении (тлении) древесины при слабой подаче воздуха и температуре 220—300 °C. При понижении температуры или повышенной влажности дров в дыме увеличивается количество сажи, окраска продукта становится более тёмной и неравномерной, а аромат и вкус ухудшаются. Температура выше 350 °C резко ускоряет процессы окисления, поэтому возникает опасность образования канцерогенных веществ.
Качество и состав коптильного дыма изменяются в зависимости от условий сжигания: количества подаваемого в зону горения воздуха, скорости отвода дыма, температуры, полноты сгорания, влажности, ботанического вида применяемой древесины.
Равномерность образования дыма зависит от размеров опилок и стружки. При использовании очень мелких опилок сжигание происходит менее равномерно, чем при использовании крупных.
Дым, образующийся при сгорании древесины с большими языками пламени, содержит меньше полезных для копчения компонентов и более насыщен углекислым газом. Кроме того, ухудшаются и его технологические свойства: появляется неприятный привкус, напоминающий запах гари.
В зависимости от влажности различают сухие дрова (содержание влаги до 20 %), полусухие (содержание влаги от 21 до 33 %) и сырые (содержание влаги более 33 %).

## Роль мяса в пищевом рационе человека

### Содержание в мясе витаминов и минеральных веществ
Мясо является одним из источников белка (содержание — 15-20 %), минеральных веществ (содержание колеблется от 0,8 до 1,6 %), — в основном это фосфаты калия, кальция, магния, цинк и медь, а также железо. Минералы в основном содержатся в печени и других органах, а также в крови. Печень является источником витаминов группы B, витаминов D и A, а также основным источником витамина B12.

### Рекомендации по потреблению
В настоящее время в основном диетологи рекомендуют рационально ограниченное (не более 25-30 % от общего количества пищи при низких и средних физических нагрузках) использования мяса в рационе. Наибольшему ограничению подлежат жирные сорта мяса, но при этом допускается употребление без существенных ограничений мяса птицы, а также рыбы и морепродуктов). Также максимальному ограничению подлежат животные жиры с большой молекулярной массой: подобные жирные кислоты, считаются необходимой пищей лишь при условии скудности остального питания или больших энергетических затратах.

### Вред от избыточного употребления мяса
Основная причина рекомендаций ограничивать мясо в рационе заключается в том, что как и избыточное употребление мяса, так и косвенно связанное с ним недостаточное потребление прочих продуктов, необходимых для сбалансированного питания, повышают риск развития различных заболеваний:сердечно-сосудистые заболевания, в том числе гипертония и инсульт; заболевания печени и почек; подагра; сахарный диабет; остеопороз; образование раковых опухолей, в том числе рак молочных желёз, матки, толстой и прямой кишки; заболевания и расстройства желудочно-кишечного тракта; ожирение; и т. д.). Некоторые диетологи рекомендуют временный или постоянный отказ от мяса именно в качестве профилактики и лечения подобных заболеваний.
Основной из причин вреда неумеренного потребления мяса считаются повышенное поступление экзогенного холестерина, что приводит к повышению риска развития атеросклероза. Увеличивается так же концентрация азотистых соединений, что при нарушениях обмена мочевой кислоты может привести к подагре.
Рядом диетологов считается, что во вреде, наносимом человеческому организму чрезмерным употреблением мяса, значительную роль играет современная практика обработки мяса и мясных изделий в пищевой промышленности. Сюда следует отнести:
- различные остающиеся в мясе вредные для здоровья вещества (антибиотики, сыворотки, пестициды, гербициды, ДДТ, стероиды, транквилизаторы, тетрациклиновые препараты, гормональные препараты, и т.п), либо попадающие в корма вследствие экологического загрязнения, либо намеренно скармливаемые мясному скоту с целью ускорить его рост и развитие, успокоить его в случае синдрома стресса, а также предупредить или вылечить его заболевания;[48][49]
- усиленный откорм скота пищей, не являющейся нормальной для его пищевой цепочки (например, рыбной мукой, или остатками костей сородичей);
- обрабатывания мяса на бойнях специальными химикатами (нитриты, нитраты), с целью замедлить его разложение;
- долгое хранение мяса после убоя животного[50];
- обрабатывание мяса химическими веществами и усилителями вкуса на мясокомбинате.

Существует мнение, на качество мяса влияют в негативную сторону также плохие условия содержания животных и нанесение вреда их здоровью в условиях современного промышленного животноводства: нарушение обмена веществ у животных, болезни, кастрация без анестезии (для животных мужского пола), истощение вследствие доения (для коров), стрессы (включая предубойный стресс), и т. п.
Диетологами, даже при рекомендации смешанной диеты, не рекомендуется употребление в пищу, особенно в детском возрасте:
- полуфабрикатов, основанных на отходах мясного производства (сосисок, сарделек, и т.п), а также колбас;
- мясного бульона (первого снятия);
- фастфуда;
- просроченного мяса и мясных консервов;
- сырого или подвергшегося незначительной обработке мяса.

Согласно результатам некоторых исследований, употребление красного мяса связано с увеличением риска смертности, в том числе от сердечно-сосудистых и раковых заболеваний. Согласно другим исследованиям, в целом смертность среди вегетарианцев и невегетарианцев отличается незначительно.

### Опасность заболеваний, пищевых токсикоинфекции
В мясных продуктах, обрабатывающихся или хранящихся с нарушением технологии, могут иметься болезнетворные для человека микроорганизмы. Существуют определённые эпидемиологические нормы о содержании в мясе вредных для здоровья человека веществ, а также о допустимых сроках хранения мяса. Согласно «Правилам ветеринарного осмотра убойных животных и ветеринарно-санитарной экспертизы мяса и мясных продуктов», в реализацию на рынки и торговые сети может поступать мясо только от здоровых животных. Также на каждую партию мяса и мясосырья в обязательно выписывается ветеринарное свидетельство. Также на мясо (в тушах, полутушах, четвертинах) в обязательном порядке должно быть нанесено ветеринарное клеймо, которое свидетельствует о том, что мясо происследованно и может идти в свободную реализацию, при отсутствии клейма мясо исследуется в ветлаборатории и отправляется в промпереработку или в утилизацию по результатам исследований. При лабораториях на рынках, бойнях, мясокомбинатах свинина обязательно исследуется на трихинеллёз, конина на сап. Существуют заболевания и паразиты общие для человека и животных такие, как сап, бруцеллёз, лептоспироз и др.
Известны случаи, когда поставщик выпускает в торговую сеть мясо, не соответствующее этим нормативам. Употребление в пищу таких продуктов может привести к возникновение кишечных инфекций, отравлений, инвазий паразитов. В связи с этим, покупателям категорически не рекомендуется приобретать и употреблять в пищу, качество хранения и обработки которых вызывает сомнения.

### Роль мяса в рационе малых народов мира
Существование некоторых северных народностей (например чукчей, эскимосов) без мяса невозможно из-за скудной растительности и сурового климата. Среди племён аборигенов Австралии и Океании также распространено употребление мяса, которое они добывают путём охоты и каннибализма.

## Отказ от употребления мяса
Некоторые группы людей отказываются от употребления мяса вообще, или только некоторых его видов, или только на протяжении некоторого времени (например во время религиозного поста). Причины этого бывают часто этического, религиозного, а также диетологического характера. Приверженцы вегетарианства исключают из своего рациона мясо и рыбу, а также зачастую отказываются от других животных продуктов, таких как молоко и яйца.

## Употребления мяса и религия
В некоторых религиях на употребление мяса наложены те или иные ограничения, либо запрещено употребление мяса конкретных животных (например, свинины или говядины).
Например, в иудаизме мясо некоторых животных признаётся «кошерным» (то есть подходящим для употребления), а некоторых — «некошерным».
В христианстве употребление мяса ограничено или исключено в пост.
В буддизме запрещено убийство животных для поедания, так как это отрицательно сказывается на карме. Тем не менее, буддист может употреблять мясо животного, но только в случае, если он уверен, что животное не было специально умерщвлено для поедания.
В индуизме корова считается священным животным, поэтому индуистам, в целом употребляющим мясо, запрещено употребление говядины, которую в своём рационе они замещают буйволятиной.
В исламе мясная пища может быть допустимой (халяль) и недопустимой, в частности, запрещается употребление свинины и мяса животных, убитых неподобающим образом. Употребление мяса жертвенного животного (обычно барана) является важной составляющей исламского религиозного праздника Курбан-байрам.

## Каннибализм
Каннибали́зм (поедание человеческого мяса) запрещён в большинстве культур, в основном в силу запрета убийства человека и во избежание заражения различными заболеваниями.